# محمود مرآتی
محمود مرآتی، (زاده ۱۳۱۷ در کرمانشاه) آهنگساز، و نیز نوازنده و مدرس ساز ویلن است. وی به مدت ۱۲ سال سرپرستی ارکستر رادیو کردی کرمانشاه را بر عهده داشت.

## زندگی و فعالیت
محمود مرآتی در سال ۱۳۱۷ در کرمانشاه به دنیا آمد. او دوره مقدماتی آموزش ویلن را نزد شاهپور بیگدلی گذراند. سپس تحت نظر رکن‌الدین تاج‌بخش، از شاگردان ابوالحسن صبا، تعلیم دید. مدتی نیز در تهران شاگرد محمد بهارلو بود.
وی مدرس نوازندگان و خوانندگان مشهوری چون منوچهر طاهرزاده، سهیل ایوانی، داریوش مظفری، هادی منتظری، شهریار جمشیدی، کیهان کلهر، حسن زیرک و شهرام ناظری بوده‌است.
محمود مرآتی از سال ۱۳۳۹ در رادیو کردی کرمانشاه آغاز به کار کرد. وی در سال ۱۳۴۵ سرپرست ارکستر رادیو کردی کرمانشاه شد و این سمت را به مدت ۱۲ سال تا انقلاب بهمن ۱۳۵۷ دارا بود. محمود مرآتی همچنان به کار تعلیم موسیقی ادامه می‌دهد.